# 잭 펜

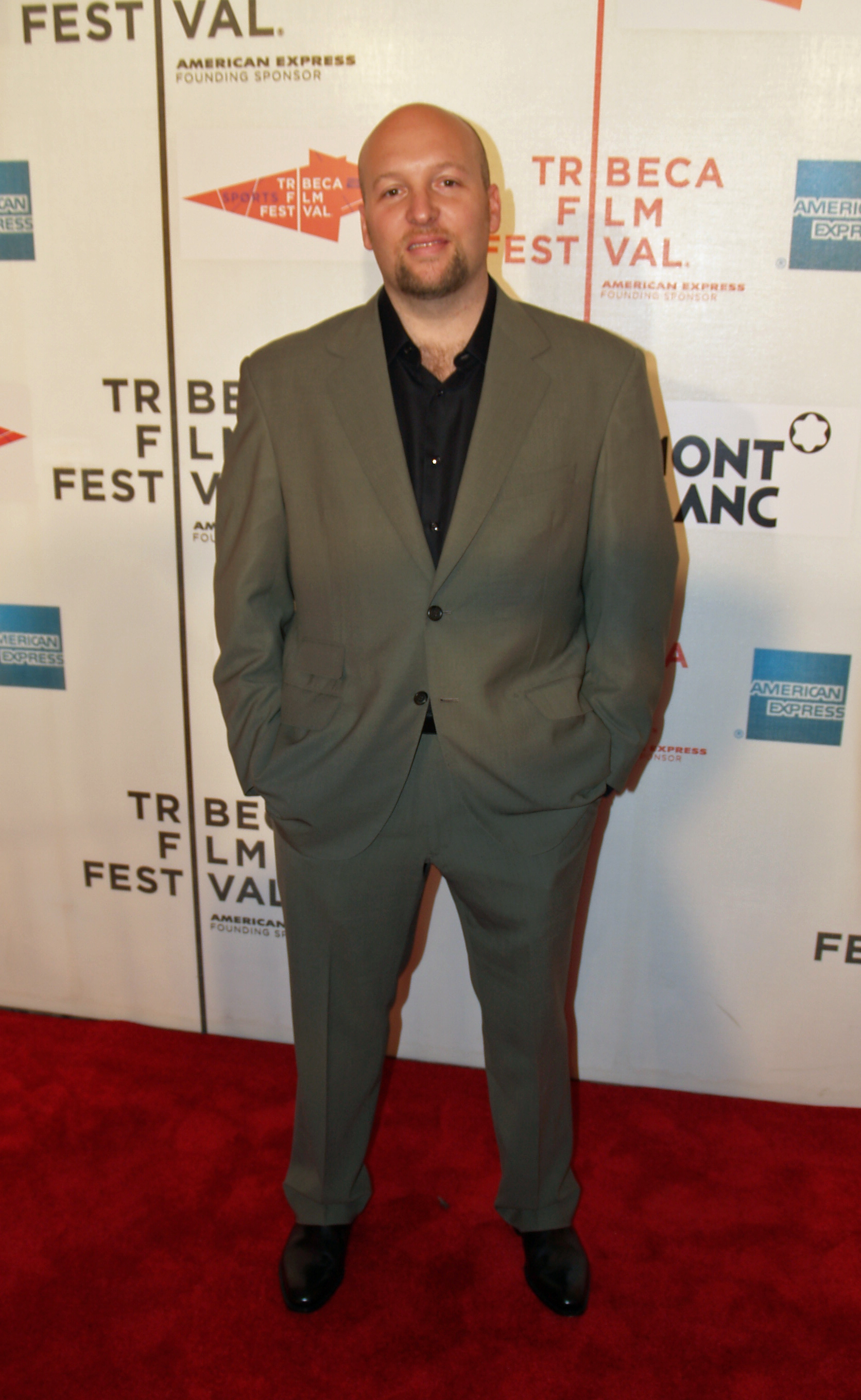
잭 펜

잭 펜(영어: Zak Penn, 1968년 ~ )은 미국의 영화 감독, 극작가, 영화 제작자이다.

## 경력
1990년 웨슬리언 대학교를 졸업하였다. 1993년 라스트 액션 히어로의 원안을 쓰고 경력을 쌓기 시작한다, 제 14회 골든 라즈베리 시상식에서 최우수 각본상에 노미네이트되었다. 2000년대 후반부터는, 일렉트라나 엑스맨: 최후의 전쟁 등 만화 원작 영화의 각본을 쓰기 시작하였다. 어벤져스의 각본도 집필하였다.